# Kentaro Moriya
Kentaro Moriya (森谷 賢太郎 Moriya Kentaro?), född 21 september 1988 i Kanagawa prefektur, är en japansk fotbollsspelare.
Moriya började sin karriär 2011 i Yokohama F. Marinos. 2013 flyttade han till Kawasaki Frontale. Han spelade 105 ligamatcher för klubben. Med Kawasaki Frontale vann han japanska ligan 2017 och 2018. 2019 flyttade han till Júbilo Iwata.